# Årø
Pour les articles homonymes, voir Aro.
Ne doit pas être confondu avec Ærø.
Årø (allemand: Aaro) est une petite île du Petit Belt. Elle est située à l'est d'Haderslev et au large de Aarøsund. Elle couvre une surface totale de 5,66 km2 et compte 146 habitants (2021) soit une densité de 25.8 hab/km2.